# Ascogaster telengai
Ascogaster telengai är en stekelart som beskrevs av Vladimir Ivanovich Tobias 2000. Ascogaster telengai ingår i släktet Ascogaster och familjen bracksteklar. Inga underarter finns listade.